# Adolf Oderfeld
Adolf Oderfeld (ur. 1834, zm. przed 1914) – żydowski przemysłowiec związany z Częstochową, współwłaściciel pierwszych dużych zakładów przemysłowych w mieście.
Adolf Oderfeld urodził się w 1834 roku pod imieniem Aram. Początkowo prowadził warsztat introligatorski. Po likwidacji drukarni jasnogórskiej, razem z Wilhelmem Kohnem, zdecydował o odkupieniu od władz rosyjskich maszyn ze zlikwidowanej przez nie drukarni jasnogórskiej i uruchomieniu drukarni w nowo wybudowanym budynku przy ul. Teatralnej 30, położonym u zbiegu obecnych ul. Waszyngtona i al. Wolności. Ponadto był właścicielem lub współwłaścicielem zakładów włókienniczych, papierowych i meblarskich.
Miał dwóch synów Stanisława i Henryka, jego wnukiem był prof. Jan Oderfeld.